# Teemu Pukki
Teemu Eino Antero Pukki (Kotka, 29 de março de 1990) é um futebolista finlandês que atua como centroavante. Atualmente, joga pelo HJK e pela Seleção Finlandesa.

## Seleção Nacional
Pukki jogou em todos os três jogos da Eurocopa de 2020. Ele não conseguiu marcar em nenhuma dessas partidas, e a Finlândia ficou em terceiro lugar no Grupo B após uma derrota por 2-0 para a Bélgica em 21 de junho de 2021. Com o resultado, eles foram posteriormente eliminados da competição.

## Títulos
HJK Helsinki
- Campeonato Finlandês: 2010, 2011
- Copa da Finlândia: 2011

Celtic
- Campeonato Escocês: 2013–14

Brøndby IF
- Copa da Dinamarca: 2017–18

Norwich City
- EFL Championship: 2018–19, 2020-21

### Prêmios individuais
- Jogador do mês da Premier League: Agosto de 2019
- Melhor Jogador da EFL Championship: 2018–19
- Futebolista Finlandês do Ano: 2019, 2020